# 布鲁塞尔地铁
布鲁塞尔地铁（法語：Métro de Bruxelles）是一个服务于比利时布鲁塞尔首都大区的地铁系统，有4条地鐵路线，共计39.9千米，59个地鐵站。由布鲁塞尔市际交通公司（STIB/MIVB）管理。地鐵是布魯塞爾重要的交通工具，並與6個鐵路車站相接，2019年，地鐵乘客數達到1.63億人。
2016年3月22日，在鄰近歐盟總部的马尔河站發生炸彈襲擊，造成20人死亡。

## 歷史

布鲁塞尔地铁发展史（截至2006年）

布魯塞爾有4條地鐵路線：1号线、2号线、5号线、6号线號線，共39.9千米、59個車站，因為是由有軌電車路線改建，因此相較其他系統車站間距較短。另外3、4號線是以有軌電車車型，運行地下鐵路的准地鐵。
| 线路 | 区间                     | 车站数 | 长度     |
| ---- | ------------------------ | ------ | -------- |
| (1)  | 西站 ⥋ 斯托克尔          | 21     | 12.5千米 |
| (2)  | 伊丽莎白 ⥋ 西莫尼斯      | 19     | 10.4千米 |
| (5)  | 伊拉斯谟 ⥋ 赫尔曼-德布鲁 | 28     | 17.5千米 |
| (6)  | 伊丽莎白 ⥋ 博杜安国王    | 26     | 15.5千米 |

### 1號線（紫線）
車站：西站 - 贝坎特 - 黑池 - 佛兰德伯爵 - 圣加大肋纳 - 德·布鲁凯尔 - 中央站 - 公园 - 艺术-法律 - 马尔河 - 舒曼 - 梅罗德 - 蒙哥马利 - 约瑟菲娜·夏洛特 - 格里博蒙 - 通贝赫 - 罗德贝克 - 王德威尔得 - 阿尔马 - 克拉伊内姆 - 斯托克尔
1號線最初於1969年12月17日開通，當時是以有軌電車車型，運行地下鐵路的准地铁，從德·布鲁凯尔站到舒曼站，1976年9月20日，布魯塞爾第一條地鐵開通，路線呈「Y」字形，從德·布魯凱爾站到博利厄站（現為5號線），以及德·布魯凱爾站到通贝赫站（現為1號線）。隔年路線向兩端延伸，市區延伸至圣加大肋纳站，另一端延伸至德梅站（現為5號線）。1981年再向西延伸至贝坎特站。
1982年路線延長並拆分為1A、1B兩線，1A線從博克斯塔尔站（現為6號線）到德梅站（現為5號線），1B線從圣吉东站（現為5號線）到阿尔马站（临近法语鲁汶天主教大学），形成交叉路網，並共用市區路段，奠定目前1、5號線在市區段共用軌道的營運模式。1988年1B線延伸至斯托克尔站，該站也是目前1號線的東端終點，至此目前1號線的所有營運中站點都已開通。
2009年4月4日，由於2號線成環，布魯塞爾地鐵路線重組，重組後1號線基本上使用原本1B線的铁路，但西站站（不含）以西的區間劃歸5號線，形成今日1號線的運營模式。今日的1號線自西站站到斯托克爾站，東西向貫穿布魯塞爾，路線長12.5公里，設21站。在市區段（西站站至艺术-法律站）與5號線共線，除了5號線之外可以在西站站、贝坎特站與艺术-法律站轉乘2號線與6號線。

### 2號線（橙線）
車站：西莫尼斯 - 奥瑟海姆 - 贝坎特 - 西站 - 德拉克鲁瓦 - 克列孟梭 - 南站 - 哈勒门 - 造币厂 - 路易丝 - 那慕尔门 - 王座 - 艺术-法律 - 马杜 - 植物园 - 罗日耶 - 艾泽尔 - 里博古 - 伊丽莎白
2號線為環狀，但並非環線運行。它最初與1號線一樣，是一條準地鐵路線。在1970年開通那慕尔门站至马杜站的準地鐵路線，1974年延伸至罗日耶站，1986年延伸至西莫尼斯站。同時經過長期議論，布魯塞爾終於決定將該線升格為地鐵。 1988年10月2日，2號線終於被改造成一條地鐵路線，並稱為2號線，為從西莫尼斯站到南站站的倒「C」形路線。並在1992年延伸至克列孟梭站，2006年延伸至德拉克鲁瓦站。
2009年4月4日，2號線完成環狀路線的建設，布魯塞爾地鐵路線重組，但與真正的環線不同，布魯塞爾的環線並不能真正在路線上持續循環，因為西莫尼斯站與伊丽莎白站實際上同站體但不同站台層。因此列車在抵達伊丽莎白站之後，不是開往西莫尼斯站，而是調頭從反方向開往西莫尼斯站，因此例如您要從罗日耶站到贝坎特站，單乘2號線，您必須繞行布魯塞爾大半圈，或者在西莫尼斯換乘。目前2號線長10.4公里，共有19站，全線都與6號線共線並可換乘，除了6號線之外可以在西站站、贝坎特站與艺术-法律站轉乘1號線與5號線。

### 5號線（黃線）
車站：伊拉斯谟 - 埃迪·默克斯 - 食化工教研中心 - 拉鲁 - 比才 - 费韦德 - 圣吉东 - 奥马勒 - 雅克·布雷尔 - 西站 - 贝坎特 - 黑池 - 佛兰德伯爵 - 圣加大肋纳 - 德·布鲁凯尔 - 中央站 - 公园 - 艺术-法律 - 马尔河 - 舒曼 - 梅罗德 - 蒂埃弗里 - 佩蒂永 - 昂卡尔 - 德尔塔 - 博利厄 - 德梅 - 赫尔曼-德布鲁
5號線為「几」字形路線，連接城市西南、東南並貫穿市中心，與1號線共用市區路段。1982年舊1號線線延長並拆分為1A、1B兩線，形成交叉路網。1985年1A線東南段通車至赫尔曼-德布鲁站，1B線西南段通車至费韦德站。1992年，1B線西南段延伸至比才站，2003年再延伸至伊拉斯谟站，該站是目前5號線的西南端終點，至此目前5號線的所有營運中站點都已開通。
2009年4月4日，2號線完成環狀路線的建設，布魯塞爾地鐵路線重組，5號線由1A線的東南段與1B線的西南段組成，並與1號線共用市區路段。目前5號線長17.3公里，有28站。在市區段（西站站至艺术-法律站）與1號線共線，除了1號線之外可以在西站站、贝坎特站與艺术-法律站轉乘2號線與6號線。2016年布鲁塞尔连环爆炸案，5號線的马尔河站是爆炸案發生地之一。

### 6號線（藍線）
車站：博杜安国王 - 海瑟尔 - 乌巴-布鲁格曼 - 斯特伊芬贝赫 - 博克斯塔尔 - 瓦屋 - 比利时 - 西莫尼斯 - 奥瑟海姆 - 贝坎特 - 西站 - 德拉克鲁瓦 - 克列孟梭 - 南站 - 哈勒门 - 造币厂 - 路易丝 - 那慕尔门 - 王座 - 艺术-法律 - 马杜 - 植物园 - 罗日耶 - 艾泽尔 - 里博古 - 伊丽莎白
6號線為「6」字形路線，連接城市西北地區，並在市中心形成一環圈，與2號線共用環狀路線。1982年舊1號線線延長並拆分為1A、1B兩線，形成交叉路網。1985年1A線西北段通車至海瑟尔站，1998年再延長至博杜安国王站（临近博杜安国王体育场），2006年，2號線延伸至德拉克鲁瓦站，至此目前6號線的所有營運中站點都已開通。
2009年4月4日，2號線完成環狀路線的建設，布魯塞爾地鐵路線重組，6號線由1A線的西北段與2號線的環狀路線組成，並與2號線共用環狀路段。目前6號線長15.5公里，有26站。環狀路段與2號線共線並可換乘，除了2號線之外可以在西站站、贝坎特站與艺术-法律站轉乘1號線與5號線。另外與2號線相同，環狀路段並不能真正在路線上持續循環，列車在抵達伊丽莎白站之後，不是開往博杜安國王站，而是調頭從反方向開往博杜安國王站。

## 準地鐵
布魯塞爾有軌電車與地鐵都由布鲁塞尔市际交通公司（STIB/MIVB）運營，布魯塞爾地鐵的路線最初是以有軌電車車型，運行地下鐵路的准地铁，準地鐵使用有軌電車的車型，電氣化方式也與有軌電車相同，使用600伏特直流電架空線。布魯塞爾地鐵改造即將原本有軌電車車型，改為地鐵車型，供電方式改為900伏特直流電第三軌供電。目前布鲁塞尔市际交通公司運營的路線中，還有兩段準地鐵路線，分別是北站站到阿尔贝站的南北线，以及钻石站至布瓦洛站的大环线，總共長15.7公里，共15座車站，其中5站可與地鐵轉乘，目前在準地鐵區間有3、4、7、19、25、32、39、44、51、55、82十一條路線運營，其中3、4、7、25号线为主要准地铁线路（地铁车站相较其他线路更多）。加上準地鐵，布魯塞爾地鐵共長55.7公里，有69座車站。

## 地鐵列車

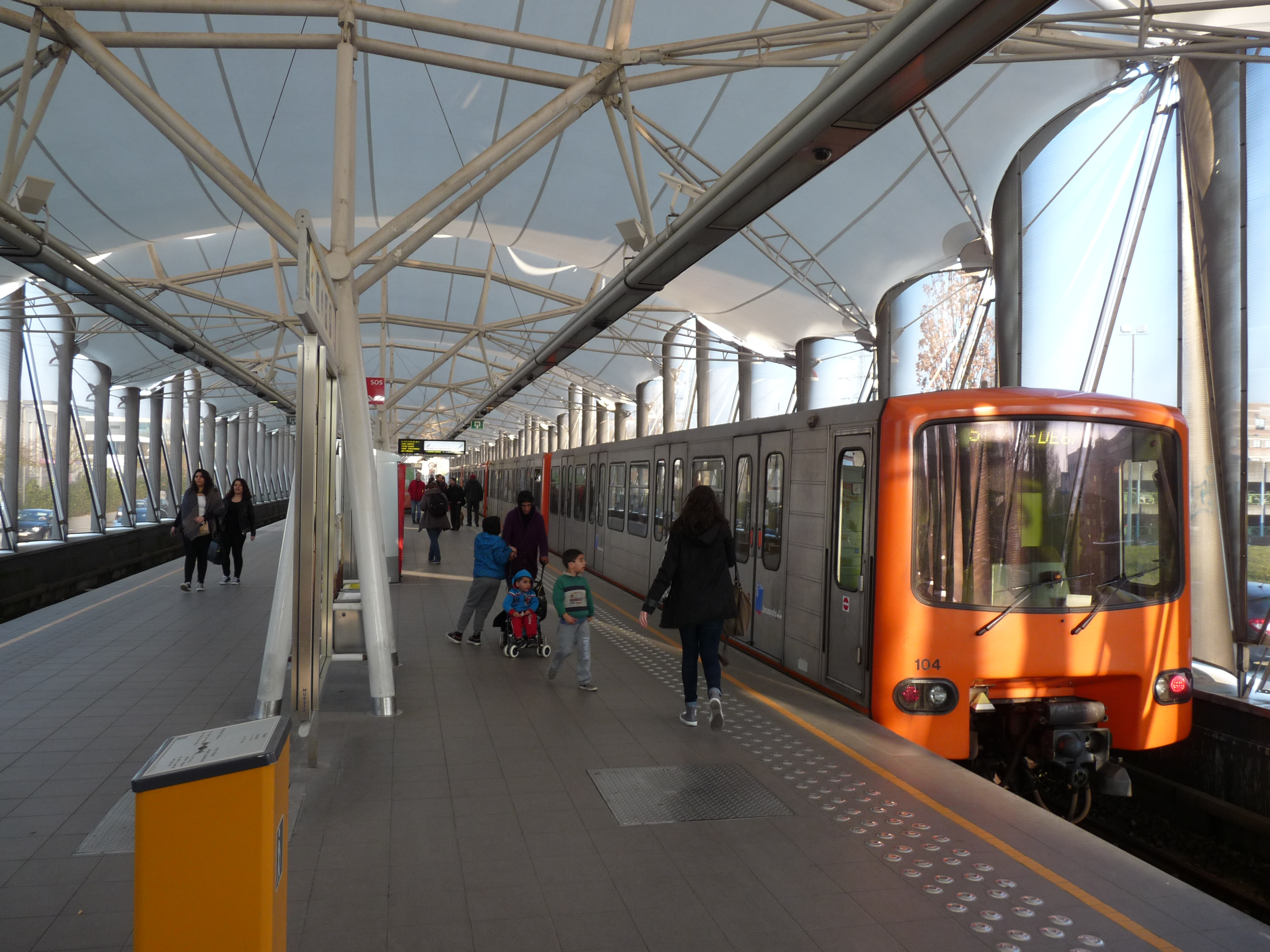
M1型
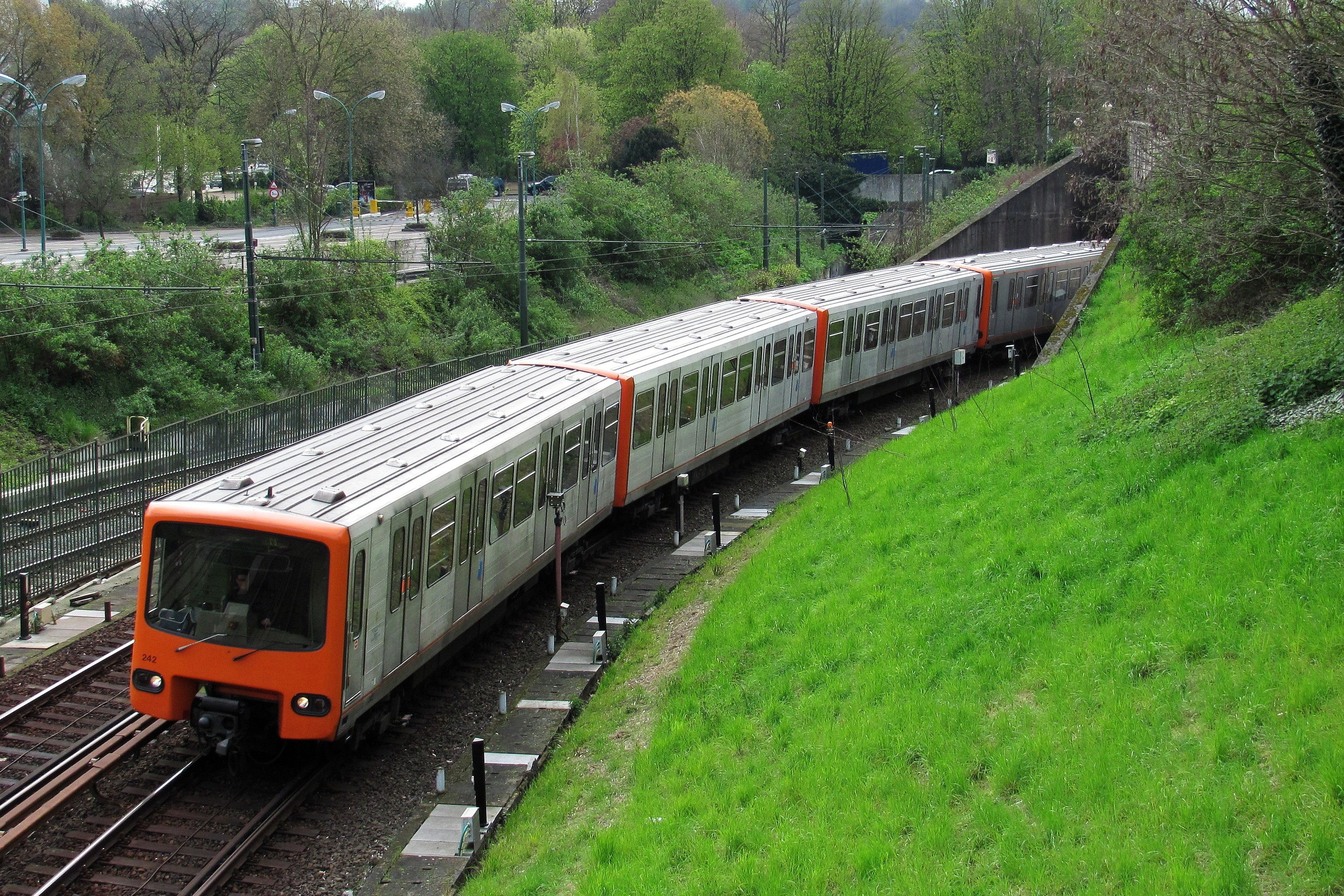
M3型
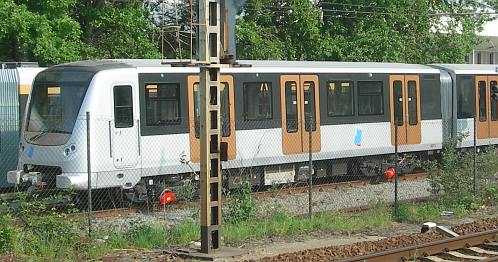
M6型列車「蟒蛇」

布魯塞爾地鐵至今共有6款列車運營（M1~M6），6種都尚在服役。1976年交付的M1與M2由同一設計師設計，由比利時兩間鐵路設備製造商分別建造，兩間鐵路設備製造商目前都是阿爾斯通的子公司。M3~M5則在M1與M2的基礎上改造，5種列車的車廂可以混編，外觀均為橘色車頭、銀色車身，可以透過車頭編號辨識，M1與M2編號為1xx，M3~M5則分別為2xx~4xx。
M6為新型列車，2004年宣布由西班牙的鐵路建設和協助公司（CAF）製造，15列6節編組，共90節車廂，每列4節動力車與2節拖車，暱稱為「蟒蛇」，2007年CAF開始交付列車，2009年STIB增購6列列車。目前布鲁塞尔市际交通公司共有66列地鐵列車，45輛M1~M5、與21輛M6。另外準地鐵使用阿爾斯通製造的，布魯塞爾首都圏交通T3000與T4000形電車，屬於有軌電車車型。
2016年布鲁塞尔市际交通公司與CAF簽訂新車型M7的合同，M7在M6的基礎上改造，但採無人駕駛，原定2019年交付，後延至2020年7月開始交付，布鲁塞尔市际交通公司訂購43列M7地鐵列車，預計取代M1~M5的第一代列車，2021年7月8日M7開始在1號線營運，此其路線也將陸續投入，此外M7還將在未來的地鐵3號線上運行。

## 營運

### 營運時間與班距
地鐵每日5:00開始運營（假日6:00開始），隔日0:30結束服務。1、5號線在共路線段高峰班距為2分30秒，非共路線段高峰班距5分鐘。2、6號線在共路線段高峰班距為3分15秒，非共路線段高峰班距6.5分鐘。另外如果博杜安国王体育场有賽事或活動，則2、6號線所有列車轉為6號線運營模式，並增加列車，以縮減往博杜安国王体育场的班距。

### 票價
地鐵門票種類繁多，可滿足不同需求。使用布鲁塞尔市际交通公司交通工具（地鐵、電車和公共汽車）的旅行費用按時間計算（單程票為1小時）。只要在車票驗證後，於車票所載旅程時間內（除1小時單程票），旅客可以換乘地鐵與布鲁塞尔市际交通公司營運的各種交通工具，而無需支付第二次費用。1小時單程票售價2.4欧元，24小時票售價7.8歐元。另外旅客也可以使用電子票證「MOBIB」付費。
定期票部分，布鲁塞尔市际交通公司定期票一個月為49歐元，一年則為499歐元，12歲以下免費，12至24歲學生一個月為12歐元，家中超過3個學童，第3人以上免費。若要加購比利时国家铁路的布鲁塞尔城市快铁價格則為一個月為56.5歐元，一年則為583歐元，12至24歲學生一個月為52歐元，家中超過3個學童，第3人以上40歐元。

## 未來計畫
布魯塞爾地鐵未來計畫包括
- 1、5號線自動化駕駛，包括M7形列車交付使用。
- 準地鐵南北軸線延長並升格為地鐵，編為3号线（法语：Ligne 3 du métro de Bruxelles）。
- 6號線延長1站

## 路線
| 布鲁塞尔地铁 —— 1号线 —— 2号线 —— 5号线 —— 6号线 —— 准地铁 奥瑟海姆 西莫尼斯/伊丽莎白 比利时 瓦屋 博克斯塔尔 斯特伊芬贝赫 乌巴-布鲁格曼 海瑟尔 博杜安国王 伊拉斯谟 埃迪·默克斯 食化工教研中心 拉鲁 比才 费韦德 圣吉东 奥马勒 雅克·布雷尔 西站 贝坎特 黑池 佛兰德伯爵 圣加大肋纳 德·布鲁凯尔 中央站 公园 艺术-法律 马尔河 舒曼 梅罗德 蒂埃弗里 佩蒂永 昂卡尔 德尔塔 博利厄 德梅 赫尔曼-德布鲁 蒙哥马利 约瑟菲娜·夏洛特 格里博蒙 通贝赫 罗德贝克 王德威尔得 阿尔马 克拉伊内姆 斯托克尔 里博古 艾泽尔 罗日耶 植物园 马杜 王座 那慕尔门 路易丝 造币厂 哈勒门 南站 克列孟梭 德拉克鲁瓦 北站 证券交易所-大广场 安内森斯-丰泰纳 勒莫尼耶 圣希利斯广场 奥塔 阿尔贝 钻石 乔治·亨利 布瓦洛 |

## 外部連結
- 布鲁塞尔市际交通公司 （页面存档备份，存于）
- 地铁路线图[]